# В'єтрі-суль-Маре
В'єтрі-суль-Маре (італ. Vietri sul Mare, сиц. Vietri sul Mare) — муніципалітет в Італії, у регіоні Кампанія,  провінція Салерно.
В'єтрі-суль-Маре розташовані на відстані близько 240 км на південний схід від Рима, 45 км на південний схід від Неаполя, 4 км на південний захід від Салерно.
Населення — 7987 осіб (2014).

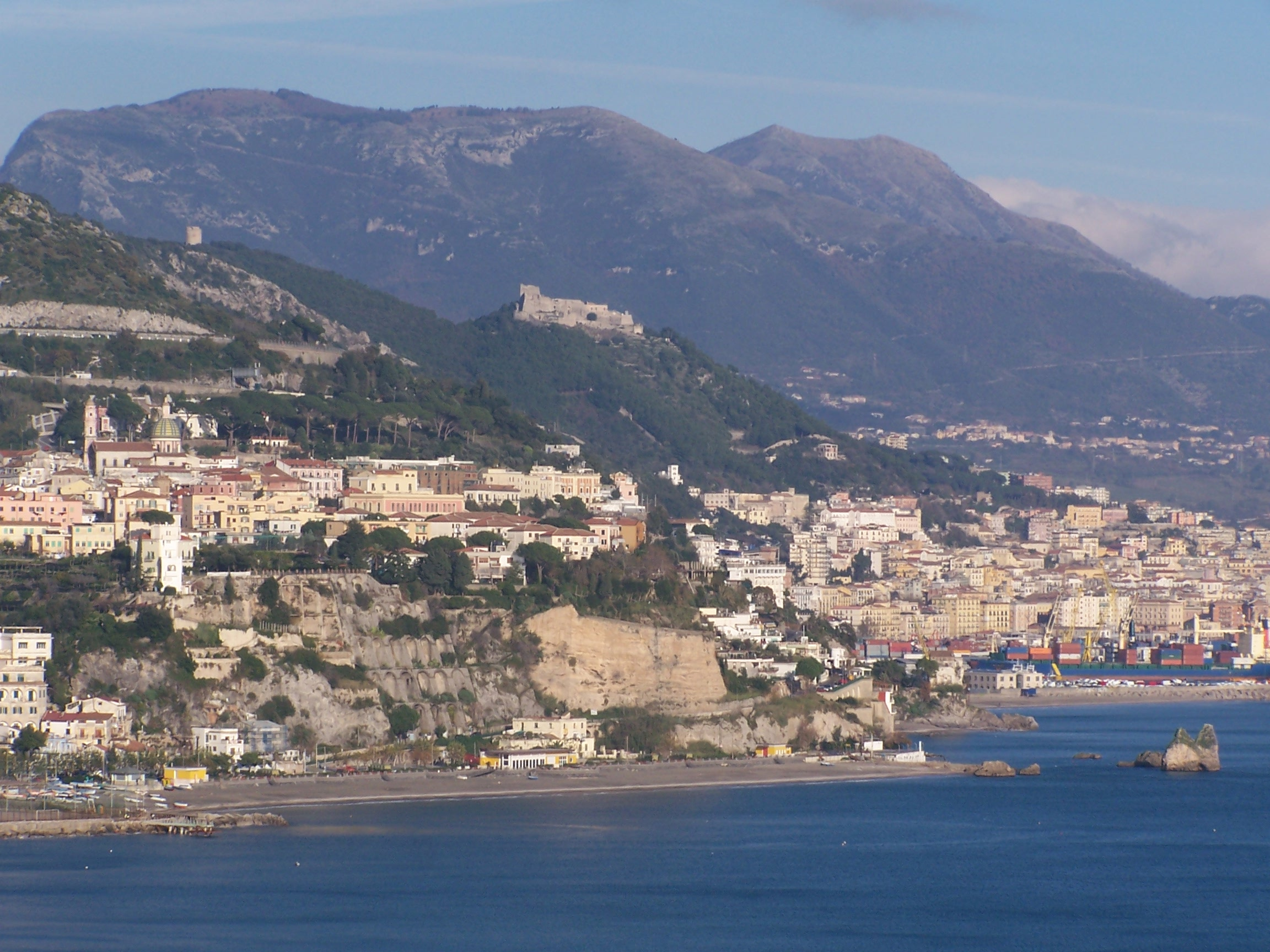

Щорічний фестиваль відбувається 24 червня. Покровитель — святий Іван Хреститель.

## Демографія
Населення за роками:

Станом на 1 січня 2023 року в муніципалітеті офіційно проживало 150 іноземців з 36 країн, серед них 45 громадян країн Євросоюзу та 31 громадянин України.

## Сусідні муніципалітети
- Кава-де'-Тіррені
- Четара
- Майорі
- Салерно